# Phurikulkrit Chusakdiskulwibul
Phurikulkrit Chusakdiskulwibul (thaï : ภูริกูลกฤษฎ์ ชูศักดิ์สกุลวิบูล), ancien nom Siriphong Chusakdiskulwibul (thaï : สิริพงศ์ ชูศักดิ์สกุลวิบู), également connu sous le pseudonyme d'Amp (thaï : แอมป์)  est un acteur de télévision, chanteur et VJ thaïlandais. 

## Filmographie sélective
- U-Prince Series
- 'Cause You're My Boy
- Senior Secret Love
- Room Alone (it)